# Гарба

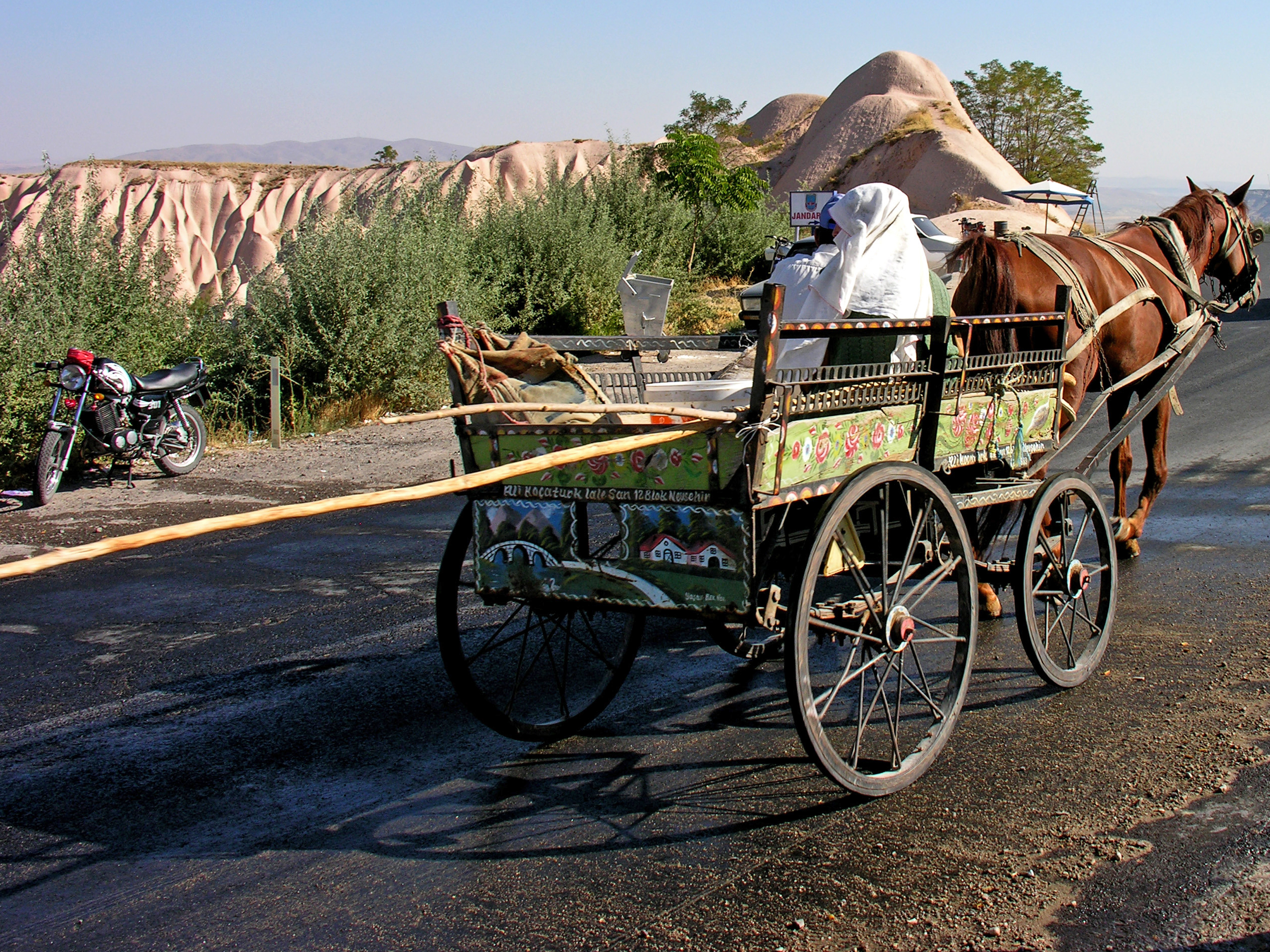
Гарба в Томарзі, Центральна Туреччина.

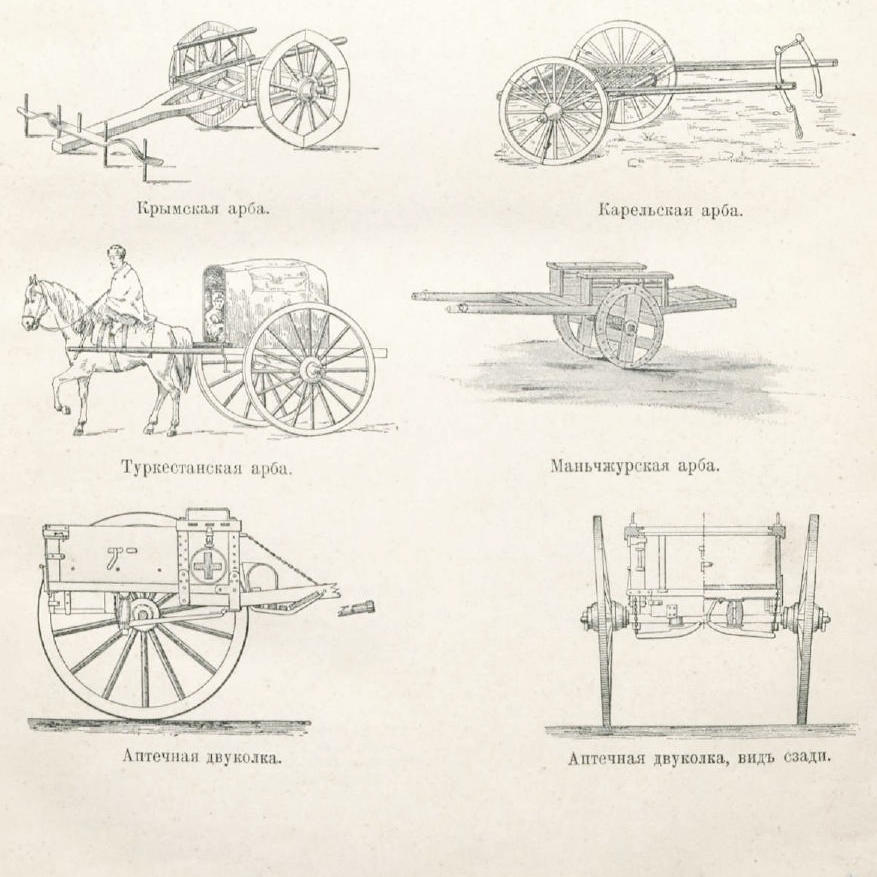
Види гарб
Малюнок зі статті «Арба» у «ВЕС»

Гарба́ (тур. araba, крим. араба, каз. і тат. арба, що не мають загальноприйнятої етимології) — високий віз, двоколісний (у Середній Азії) чи чотириколісний (на Кавказі і півдні України) для перевезення снопів, соломи, сіна. Здавна необхідне знаряддя селянського господарства; в Україні в гарбу запрягали звичайно волів, в інших місцевостях використовували і коней. Зазвичай не мала ресор, але в разі їхньої наявності називалася в Туреччині яйли́-араба́ чи просто яйли (тур. yaylı araba, yaylı).
У Середній Азії візника на гарбі називають арбакеш (від тадж. аробакаш).
Гарби використовувалися багатьох країнах Азії (Туркестані, Туреччині, Китаї), також на Кавказі та на півдні сучасних Росії та України. У Західній Європі вози такого типу майже не зустрічалися, винятком є Франція, де на початку XVIII століття існував повіз у вигляді двох довгих підток на осі, з драбинчастим кузовом, передні кінці підток виступали допереду і служили голоблями. На межі XIX—XX століть виділяли так види гарб: кримська гарба (з вилоподібним війям і ярмом, схожа на традиційний український віз, тільки двоколісна); туркестанська і бухарська гарби (з підтоками-голоблями для корінного коня і можливістю підпрягання додаткового за допомогою посторонків, з дуже великими, бл. 180 см діаметром, колесами, які полегшували переїзд через арики, а візник розміщався верхи); китайська гарба (дуже грубої роботи, з колесами з 2 скріплених хрестоподібно дощок, проміжки між кінцями яких закривалися дерев'яними клинами, з жорстким кріпленням коліс до осі).
На Кавказі гарба (з колесами без спиць) використовувалася ще на початку XX століття.

## Згадки в художніх творах і культурі
- Згадується в повісті М. М. Коцюбинського «Дорогою ціною» як транспорт циганок-жебрачок, також у творах О. Гончара, Д. Бедзика, О. Вишні, Майка Йогансена.
- Згадується в пісні «Сэра» з однойменного дебютного альбому В. Ш. Меладзе.
- Згадується в пісні на вірші Д. А. Сухарева «Золотая Бричмулла» (відома у виконанні Тетяни і Сергія Нікітіних).
- Згадується як транспортний засіб донських козаків у романі М. О. Шолохова «Тихий Дон».
- У порівняннях з жінкою в народній мові символізує незграбність, огрядність, неповороткість[4].